# Leptogaster loaloa
Leptogaster loaloa är en tvåvingeart som beskrevs av Neal L. Evenhuis 2006. Leptogaster loaloa ingår i släktet Leptogaster och familjen rovflugor.
Artens utbredningsområde är Fiji. Inga underarter finns listade i Catalogue of Life.